# Studierendenwerk Tübingen-Hohenheim
Das Studierendenwerk Tübingen-Hohenheim ist für insgesamt zwölf Hochschulen zuständig, darunter auch die Hochschulen der Hochschulregion Tübingen-Hohenheim. Es wird finanziert mit dem Semesterbeitrag der Studierenden, durch eigene Erträge aus den Wohnheimen, Mensen und Cafeterien und mittels Zuschüssen vom Land Baden-Württemberg. Das Studierendenwerk nimmt die Aufgaben sozialer Betreuung und Förderung der Studierenden gemäß Landesstudentenwerksgesetz wahr, insbesondere durch Verpflegungsbetriebe, studentische Wohnheime, Förderung kultureller, sportlicher und sozialer Interessen, Kinderbetreuung, Gesundheitsförderung und Beratung und soziale Betreuung ausländischer Studierender sowie Vermittlung finanzieller Studienhilfen.

## Fusion
Zum 1. Januar 2007 wurden die Studentenwerke Hohenheim und Tübingen zum Studentenwerk Tübingen-Hohenheim fusioniert. Hiervon nicht betroffen ist das Tübinger Studentenwerk e.V., das weiterhin als eigenständiger Verein existiert. Im Jahr 2014 wurde das Studentenwerk dann in Studierendenwerk Tübingen-Hohenheim umbenannt.

## Betreute Hochschulen
1. Eberhard-Karls-Universität Tübingen
2. Tübinger Hochschule für Kirchenmusik der Ev.Landeskirche in Württemberg
3. Hochschule Albstadt-Sigmaringen
4. Universität Hohenheim
5. Hochschule für Kunsttherapie Nürtingen
6. Hochschule für Wirtschaft und Umwelt Nürtingen-Geislingen
7. Hochschule für Forstwirtschaft Rottenburg
8. Hochschule für Kirchenmusik Rottenburg
9. Staatliche Hochschule für Musik Trossingen
10. Hochschule Reutlingen
11. Theologische Hochschule Reutlingen
12. Pädagogische Hochschule Ludwigsburg

## Wohnheime

### Tübingen
- Amselweg
- Eugenstraße
- Französisches Viertel
- Froschgasse
- Geissweg
- Haaggasse
- Hartmeyerstraße
- Hechinger Straße
- Heuberger-Tor-Weg „Georg Fahrbach Haus“
- Konrad-Adenauer-Straße „Mühlbachäcker“
- Pfrondorfer Straße
- Viktor-Renner-Straße „Neuhalde“
- Waldhäuser Ost (WHO) Studentendorf

### Reutlingen
- Pestalozzistraße

### Hohenheim
- Schwerzstraße
- Fruhwirthstraße „Erdhügelhäuser“
- Im Chausseefeld
- Egilolfstraße
- Egilolfstraße „Bauernschule“
- Edith-Stein-Straße „Scharnhauser Park“

### Geislingen
- Kantstraße/Eybacher Straße

### Nürtingen
- Schelmenwasen

### Albstadt-Ebingen
- Sonnenstraße 48
- Poststraße 22/1
- Poststraße 22/2

### Rottenburg
- Magdeburger Straße

### Sigmaringen
- Schäferweg (Eröffnung WS 2011/12)